# Corinna phalerata
Corinna phalerata là một loài nhện trong họ Corinnidae.
Loài này thuộc chi Corinna. Corinna phalerata được Eugène Simon miêu tả năm 1896.